# Хабаровский техникум железнодорожного транспорта
Хабаровский техникум железнодорожного транспорта (ХТЖТ) является учебным подразделением Дальневосточного государственного университета путей сообщения (ДВГУПС).

## История
Торжественное открытие училища состоялось 6 октября 1895 г. в присутствии исполнявшего делами начальника Приамурского края генерал-лейтенанта Николая Ивановича Гродекова и многочисленных гостей.
Распоряжение об открытии в Хабаровске осенью 1895 года железнодорожного училища сделал министр путей сообщения Михаил Хилков.
Первым начальником училища был назначен инспектор Тульского железнодорожного училища инженер-механик Николай Окулов. В 1900 году на этом посту его сменил Петр Калугин, как и его предшественник, являвшийся выпускником Императорского московского технического училища. Попечителями ХТЖУ были начальники Уссурийской железной дороги Дмитрий Хорват, Павел Келлер, Николай Кремер.
В первый год существования училища штат преподавателей был небольшим: вместе с врачом всего 7 человек. Учебный год начали 16 юношей в возрасте от 14 до 17 лет, православного вероисповедания.
Училище являлось открытым учебным заведением и имело целью подготовку техников для железнодорожной службы эксплуатации, а именно: машинистов паровозов, дорожных мастеров, надсмотрщиков телеграфа и др. Учебный курс был установлен на три года теоретического обучения с последующей двухлетней железнодорожной практикой. Лицам, успешно выдержавшим эту практику, а также испытания в особой комиссии, выдавались аттестаты, дающие преимущественное право перед другими на занятие должности младших инженеров.
Утвержденные Министром путей сообщения учебный план и программы включали преподавание следующих предметов:
- Закон Божий, арифметика;
- геометрия и землемерие;
- физика;
- телеграфия;
- начала общей механики и механика прикладная;
- начала оснований строительного искусства;
- железнодорожное дело;
- упражнения с помощью счетной линейки;
- русских счетов и счетоводство;
- упражнения на телеграфном аппарате;
- паровая механика и учение о паровозе;
- обработка металлов и дерева;
- каллиграфия и чистописание;
- начальное черчение;
- черчение по строительному искусству и железнодорожному делу;
- черчение по прикладной механике;
- черчение частей паровоза;
- черчение ситуационное;
- столярное;
- слесарное и кузнечное ремесло;
- пение и гимнастика;
- летняя практика по плотничному ремеслу;
- строительному искусству;
- землемерию и ремонту железнодорожного пути.

Прием желающих поступить в училище производился исключительно в первый класс юношей в возрасте от 14 до 18 лет, принадлежащих русскому подданству. Для поступления требовалось представить свидетельство или аттестат об окончании полного курса учения в двухклассных сельских, уездных или городских (по положению 1872 г.) училищах Министерства народного просвещения или в двухклассных церковно-приходских училищах и выдержать проверочные испытания по русскому языку и арифметике в объеме программ, утвержденных для двухклассного сельского училища Министерством народного просвещения.
22 июня 1897 г. состоялась торжественная закладка здания училища на участке, безвозмездно выделенном городской Думой. В этой церемонии приняли участие высокопоставленные гости, которые заложили первый камень в цоколь строящегося здания.
К 1917 году училище внесло весомый вклад в подготовку кадров среднетехнического персонала для нужд железной дороги. Общее число специалистов, выпущенных с момента основания училища с выдачей установленных свидетельств об окончании 3-летнего курса, составило 316 человек. В том числе, получили аттестаты об окончании курса учения после обязательной двухгодичной практики 82 человека.
Революционные потрясения, начавшиеся в 1917 г., а затем последовавшая гражданская война и военная интервенция больно ударили по старейшему профессиональному учебному заведению на Дальнем Востоке. В сложившейся ситуации правление Уссурийской железной дороги приняло в 1917 году решение о преобразовании училища в техникум с 4 летним курсом обучения. А позже, в августе 1923 г., учебное заведение преобразуется в Приамурский политехникум путей сообщения с двумя отделениями: механическим, (для подготовки техников путей сообщения по службе тяги) и электротехническим (по технике слабых и сильных токов).
В 1926 г. Приамурский политехникум путей сообщения был переименован в Хабаровский механический техникум путей сообщения, а через четыре года вновь в политехникум НКПС, который с этим названием просуществовал до лета 1934 года. Согласно Постановлению Совета Труда и Обороны от 19 июля 1934 г. и приказу Наркома путей сообщения техникум был преобразован в Хабаровскую школу военных техников (ШВТ), просуществовавшую до 13 августа 1953 г., а затем переименованную в Хабаровский техникум железнодорожного транспорта МПС.
Техникум продолжает подготовку специалистов по специальностям:
- паровозное хозяйство,
- движение и грузовая работа,
- сигнализация, централизация и блокировка,
- железнодорожная телефонно-телеграфная связь.

24 сентября 1954 г. приказом Министерства высшего образования № 137/т в техникуме открывается заочное отделение. Для улучшения качества подготовки специалистов на заочном отделении организуется работа учебно-консультационных пунктов в городах Уссурийске, Комсомольске-на-Амуре, Южно-Сахалинске и Новом Ургале.
Техникум открывает новые специальности:
1957 г. «Электротяговое хозяйство». Возобновляется набор на специальность «Электроснабжение железных дорог».
1964 г. «Тепловозное хозяйство».
1969 г. «Радиосвязь и радиовещание».
1993 г. «Техническое обслуживание, ремонт и эксплуатация вагонов».
1994 г. «Техническое обслуживание, ремонт железнодорожного пути и производственное строительство».
В 2006 году в качестве факультета среднего профессионального образования техникум вошел в состав Дальневосточного государственного университета путей сообщения.
Старейшее учебное заведение Приамурья и сейчас имеет высокий рейтинг в профессиональной подготовке кадров, продолжает и приумножает традиции, заложенные старшим поколением преподавателей, сотрудников и учащихся еще в конце XIX века. Хабаровское техническое железнодорожное училище, которое стояло у истоков профессионального образования в регионе, способствовало созданию инженерной подготовки кадров в Приамурье.

## Техникум сегодня
Сегодня факультет — современное инновационное образовательное учреждение, одно из крупнейших и развитых учебных заведений Дальневосточного федерального округа. Его рейтинг довольно высок, а в 2010, 2012 год и 2014 годах он входит в число 100 лучших образовательных учреждений СПО Российской Федерации, за что награждён дипломами и золотыми медалями.

## Выпускники техникума
Выпускники техникума повсеместно показывают себя прекрасными работниками, настоящими профессионалами своего дела. Многие из них продолжают обучение в ВУЗах, продвигаясь дальше в своей карьере.
Достаточно назвать имена известных выпускников техникума:
- начальника Главдальстроя, Героя Социалистического труда Сидоренко Е. М.
- начальника Закавказской железной дороги, депутата Верховного Совета СССР Блажиевского В. Б.
- первого заместителя начальника Дальневосточной железной дороги Евдокимова М. Е.
- главных инженеров ДВЖД Рыбалко Я. П. и Павловича Б. А.
- заместителей начальника дороги Смирнова В. П.
- Татаурова А. М., Дегтярева Ю. Н.
- начальников отделений дороги Писарского А. И.,Тарабарова В. Т., Вялкова В. Г.
- председателя Хабаровского горисполкома Домнина Ю. В.
- генералов Кучерова Ф. Д., Солохненко И. М., Горбачева Г. П.,
- профессоров Бабенко Э. Г., Кравчука В. В., Дениско Н. П., Кириленко А. Г.,
- Героев Социалистического труда, машинистов электровоза Новосилецкого А. Д., Аверкова А. М.

и многих других.

## Специальности
- Автоматика и телемеханика на железнодорожном транспорте
- Организация перевозок и управление на железнодорожном транспорте
- Строительство железных дорог, путь и путевое хозяйство
- Техническая эксплуатация подвижного состава железных дорог (Вагоны)
- Техническая эксплуатация подвижного состава железных дорог (Локомотивы)
- Техническая эксплуатация транспортного радиоэлектронного оборудования
- Электроснабжение на железнодорожном транспорте.